# (4694) Festou
(4694) Festou es un asteroide perteneciente al cinturón de asteroides, descubierto el 14 de agosto de 1985 por Edward Bowell desde la Estación Anderson Mesa (condado de Coconino, cerca de Flagstaff, Arizona, Estados Unidos).

## Designación y nombre
Designado provisionalmente como 1985 PM. Fue nombrado Festou en honor al astrónomo francés Michel C. Festou del Observatorio Midi-Pyrenees, en Toulouse, por sus estudios de los cometas, tanto teóricos como de observaciones.

## Características orbitales
Festou está situado a una distancia media del Sol de 2,718 ua, pudiendo alejarse hasta 3,236 ua y acercarse hasta 2,200 ua. Su excentricidad es 0,190 y la inclinación orbital 5,676 grados. Emplea 1637 días en completar una órbita alrededor del Sol.

## Características físicas
La magnitud absoluta de Festou es 12,7. Tiene 7,679 km de diámetro y su albedo se estima en 0,249.